# Zenón Ayala López
Zenón Fulgencio Ayala López (Lucma, Áncash, 5 de abril de 1959) es un político peruano. En el año 2014 ocupó provisionalmente la Presidencia Regional de la región Áncash tras la suspensión del electo César Álvarez Aguilar, condenado penalmente, y del vicepresidente Florencio Román Reyna a quien se le investigó por el caso de corrupción denominado "La Centralita".

## Biografía
Nació en el distrito de Lucma, provincia de Mariscal Luzuriaga, departamento de Áncash, el 5 de abril de 1959. Cursó estudios universitarios en la Universidad Nacional de Educación Enrique Guzmán y Valle en Chosica titulándose de docente. Desde 1984 trabajó como profesor en el Centro Educativo San Miguel de su distrito natal. 
Se presentó como candidato a la alcaldía distrital de Lucma en las elecciones municipales de 1986 por el Frente Electoral Izquierda Unida sin obtener la representación. En las elecciones de 1989, también como representante de la Izquierda Unida, fue elegido alcalde de ese distrito y reelegido en las elecciones de 1993. Ocupó ese cargo hasta el 31 de diciembre de 1995. En las elecciones municipales de 1998 se presentó por el movimiento fujimorista Vamos Vecino a la alcaldía provincial de Mariscal Luzuriaga obteniendo la representación y ocupando el cargo de alcalde provincial entre 1999 y 2002. Ese año tentó la reelección por el partido Renacimiento Andino sin obtener la representación.
En las elecciones regionales del 2010 se presentó como candidato a concejero regional por la provincia de Mariscal Luzuriaga dentro del Movimiento Regional Independiente Cuenta Conmigo liderado por el presidente regional César Álvarez Aguilar resultando elegido. Entre los meses de mayo y junio del 2014, tanto Álvarez Aguilar como el vicepresidente regional Florencio Román Reyna fueron suspendidos de su cargo debido a condenas penales y mandatos de detención dictados en el marco de la investigación penal del caso denominado "La Centralita" por lo que el Jurado Nacional de Elecciones dispuso que Ayala ocupe provisionalmente la presidencia regional hasta el fin del periodo que terminaba el 31 de diciembre de ese año. Asimismo se dispuso que el concejero regional por la provincia del Santa, Juan Benigno Chuiz Villanueva ocupara provisionalmente el cargo de vicepresidente regional.
En las elecciones regionales del 2018 volvió a presentarse como candidato a concejero regional por la provincia de Mariscal Luzuriaga por el Movimiento Independiente Regional Río Santa Caudaloso resultando elegido nuevamente.